# Viltige aardster
De viltige aardster (Geastrum saccatum) is een schimmel die behoort tot de familie Geastraceae. Hij is te herkennen aan het ongesteelde bolletje, de gewimperde mondzone met hof en steeds duidelijke ringvoor, de oker- tot bruingele kleur, het viltige oppervlak en de microscopie van de zwamvloklaag. Hij komt voor in open, mosrijke vegetaties op droge, in duingraslanden, humusarme zandbodems in de open duinen en in open of aan de rand van struwelen en bosjes. 

## Kenmerken
Viltige aardster is een kleine tot middelgrote aardster met een ongesteeld bolletje zonder apophyse (uitzakking aan de onderzijde van het bolletje) dat in een verdieping van de slippenkrans zit. De mondzone is gewimperd en heeft een hof met een meestal duidelijke ringvoor. De 5 tot 8 slippen zijn vaak naar onderen omgerold en hebben aan de onderzijde een kortviltige, egale, okergele tot bruingele laag, zonder vastgegroeid zand. Ongeopende vruchtlichamen groeien (half) bovengronds en zijn uivormig, 8-20 mm breed, met bruingeel tot okergeel viltig, vaak iets gerimpeld oppervlak zonder vastgegroeid zand.
De binnenkant van de binnenste bol is wit als hij jong is, maar rijpt tot een massa bruine, poederachtige sporen vermengd met dikwandige vezels die bekend staan als capillitium. 
De soort is oneetbaar en de sporen meten gemiddeld 3,5 µm.

## Verwarrende soorten
Hij kan worden verward met:
- Gekraagde aardster (Geastrum triplex), maar die heeft geen duidelijke ringvoor en een gladde, geel- tot donkerbruin gekleurde en microscopisch gezien andere zwamvloklaag. De viltige aardster heeft soms een kraag en bij de gekraagde aardster is de kraag soms niet ontwikkeld.
- Slanke aardster (Geastrum lageniforme), maar die heeft ook een gladde en microscopisch gezien andere zwamvloklaag
- Gewimperde aardster (Geastrum fimbriatum), maar daarvan is de mondzone niet begrensd, is de onderzijde van de slippen watachtig met aangegroeide aarde en zonder litteken en die heeft bovendien kleinere sporen.

## Verspreiding
De viltige aardster heeft een kosmopolitische verspreiding en is goed aangepast aan tropische gebieden. Hij is gebruikelijk in Hawaiiaanse droge bossen. De soort is waargenomen in de Verenigde Staten, Argentinië, Uruguay, Brazilië, Canada, China, Congo, Cuba, Mexico, Panama, Zuid-Afrika, West-Afrika, Tanzania, India en Tobago.
In Nederland komt deze aardster vrij zeldzaam voor. Hij staat op de rode lijst in de categorie 'bedreigd' . In België is de soort in 2014 te Koksijde voor het eerst aangetroffen.